# Sylvilagus aquaticus
Espèce
Statut de conservation UICN

 LC  : Préoccupation mineure
Le Lapin aquatique (Sylvilagus aquaticus) est une espèce de lapins de la famille des Leporidae. C’est un mammifère terrestre amphibie : bon nageur, il fréquente les marais et les zones humides du sud des États-Unis où il vit la plupart du temps en solitaire.

## Description
S. aquaticus est l'espèce la plus grande du genre Sylvilagus. La tête et le dos sont généralement un mélange de brun foncé, brun rouille ou noir. La gorge, la surface ventrale et le bout de la queue trapue sont blancs. Un anneau clair de couleur cannelle est visible autour de l'œil. Les spécimens adultes mâles et femelles de cette espèce pèsent entre 1,6 à 2,7 kg. Contrairement à la plupart des lagomorphes, la femelle atteint quasiment la même taille que le mâle, mesurant entre 45,2 à 55,2 cm pour une moyenne de 50,1 cm.

## Écologie et comportement

### Habitat
S. aquaticus vit préférentiellement dans les plaines marécageuses, les plaines inondables, les affluents des grandes rivières ou les mangroves de cyprès. Se trouvant toujours près de l'eau, il passe la journée dans des dépressions dans les hautes herbes en se construisant un terrier à base de feuilles ou tout ce qui offre une couverture et n'en sort que lors de ses périodes d'alimentation nocturne.

### Alimentation
S. aquaticus mange des roseaux, des plantes et des herbes caractéristiques de son habitat marécageux.

### Reproduction

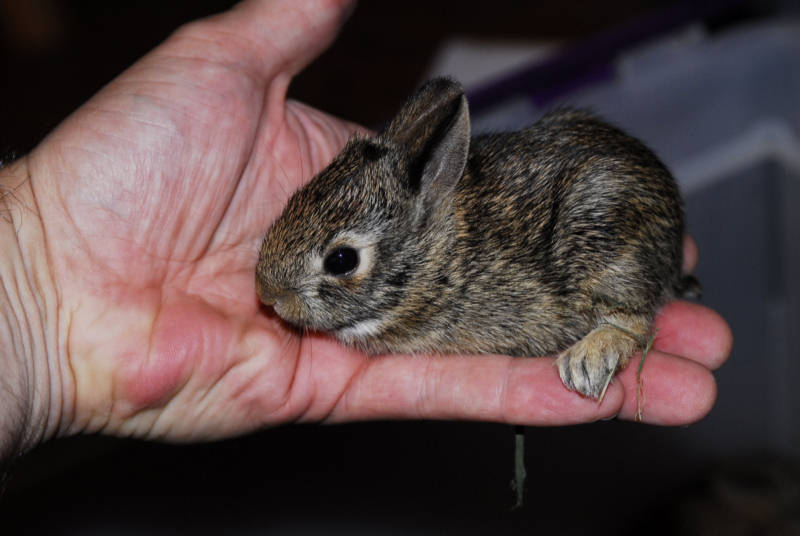
Lapereau de Sylvilagus aquaticus.

L'accouplement a lieu à la fin février mais presque toute l'année dans certaines régions, avec deux à trois portées par an. Après une période de gestation de 40 jours, la femelle donne naissance à une portée de un à six lapereaux, en moyenne trois, qui atteignent leur taille adulte et leur maturité sexuelle à l'âge de 30 semaines, quel que soit leur sexe. Son nid au-dessus du sol est un petit terrier fait de plantes mortes et tapissé de poils de mue.

### Comportement
Animal solitaire, il se réunit avec d'autres individus principalement dans la saison de reproduction, où la hiérarchie des mâles donne la priorité pour s'accoupler avec les femelles.
Pour fuir un prédateur, il peut courir et atteindre soixante-dix-sept kilomètres par heure (77 km/h), en ligne droite ou le plus souvent en zigzag.
S. aquaticus est un bon nageur, traversant souvent les ruisseaux, étangs et rivières. Pour se cacher de ses ennemis naturels, il peut rester immergé, assis dans une eau peu profonde, exposant seulement son nez à l'air pour respirer.

## Distribution
C'est un lapin d'Amérique vivant dans les marais et les zones humides du Sud des États-Unis : en Illinois, Indiana, Missouri, Kansas, Kentucky, Tennessee, Oklahoma, Texas, Louisiane, Alabama, Mississippi, Géorgie et Caroline du Sud.

## Liste des sous-espèces
Deux sous-espèces sont connues :
- Sylvilagus (Tapeti) aquaticus aquaticus Bachman, 1837
- Sylvilagus (Tapeti) aquaticus littoralis Nelson, 1909

## Incident avec Jimmy Carter

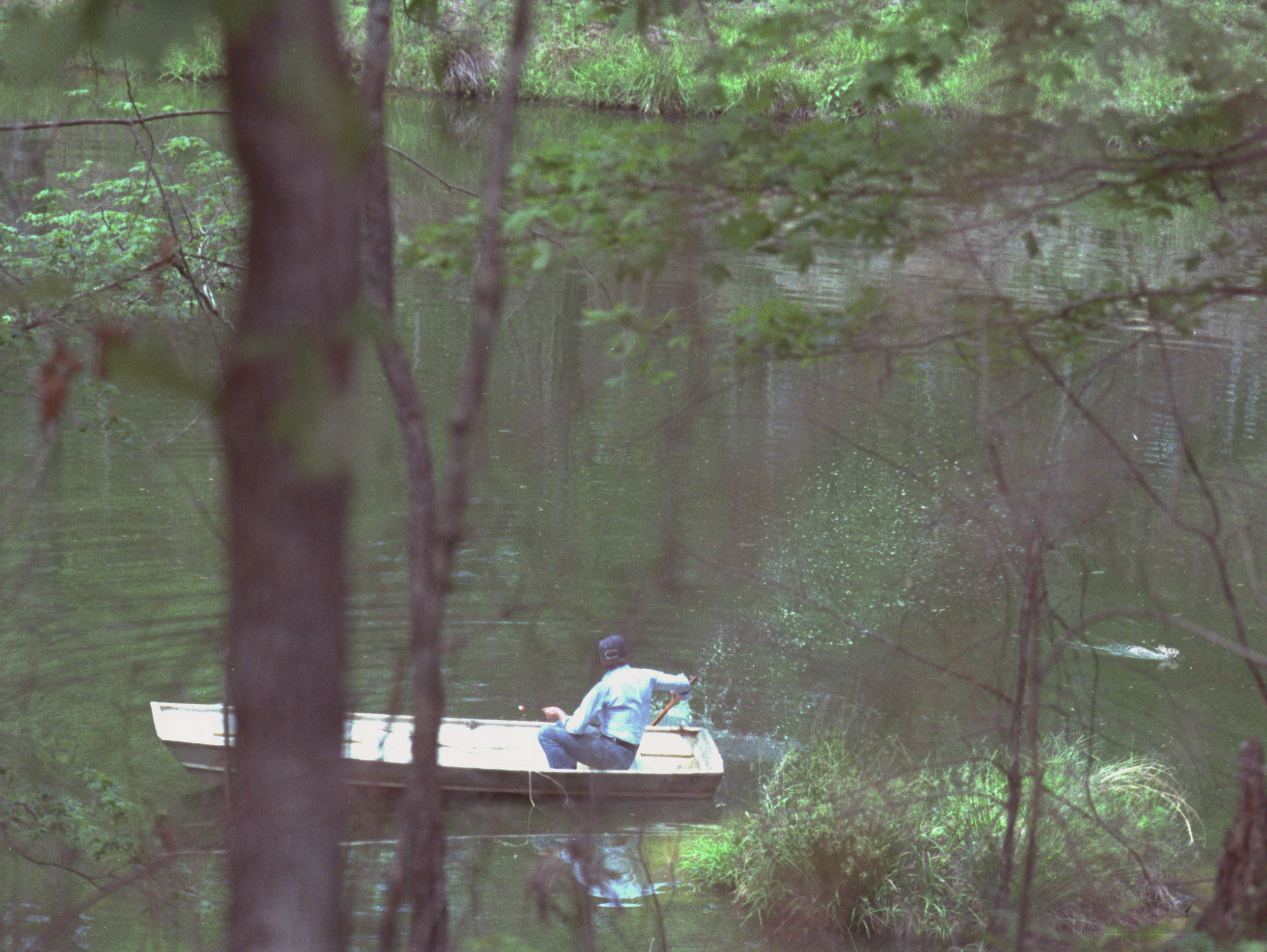
Photographie de Jimmy Carter et du lapin aquatique.

En 1979, les lapins aquatiques ont connu une brève notoriété lorsque l'un d'eux s'est retrouvé confronté au président américain Jimmy Carter. Ce dernier était en train de pêcher dans un petit étang près de Plains en Géorgie, quand un lapin aquatique s'est approché de lui et a essayé de monter dans sa barque.

## Annexe

### Publication de référence
- Bachman, 1837 : Observations on the different species of hares (genus Lepus) inhabiting the United States and Canada. Journal of the Academy of Natural Sciences of Philadelphia, vol. 7, part 2, p. 282-361.